# Rudolf Vrba (Journalist)
Rudolf Vrba, O.Praem, (geboren 6. Oktober 1860 in Bělá pod Bezdězem, Kaisertum Österreich; gestorben 17. Oktober 1939 in Mladá Boleslav) war ein tschechoslowakischer Journalist und Priester. 

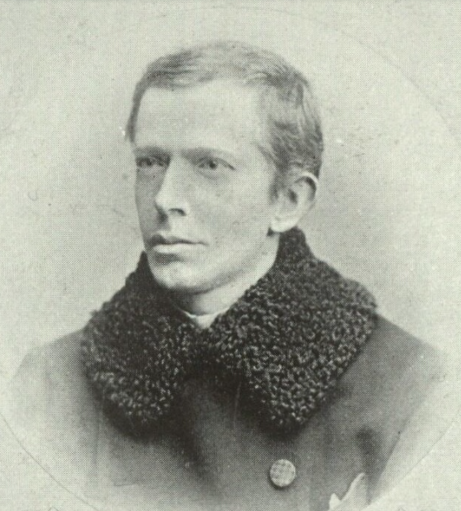
Rudolf Vrba (1899)

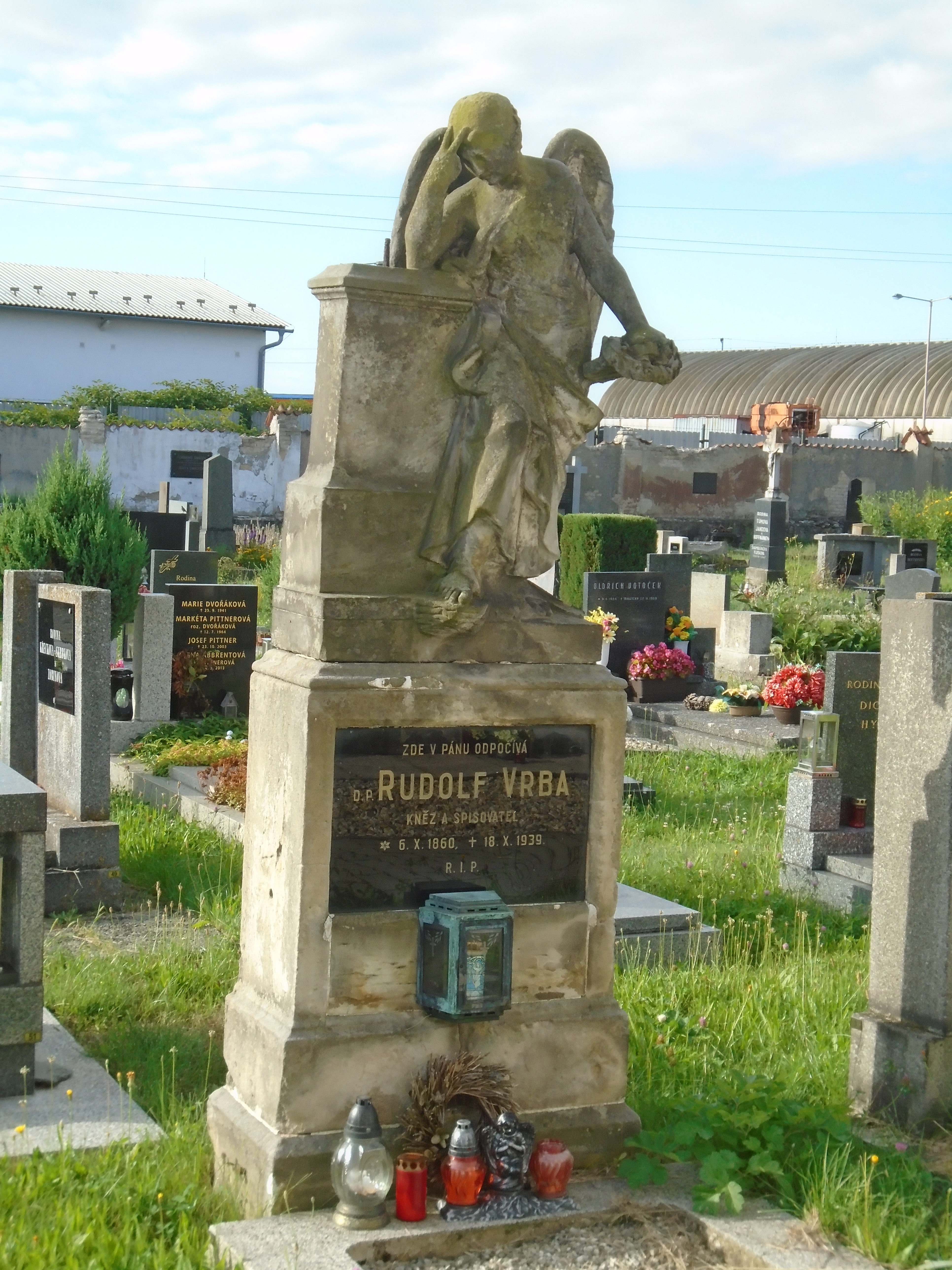
R.I.P.

## Leben
Rudolf Vrba war ein Sohn eines Schneidermeisters. Er besuchte die Mittelschule in Böhmisch-Leipa und trat 1882 in den Prämonstratenserorden in Stift Tepl ein. Er studierte Theologie in Leitmeritz, wurde 1887 als katholischer Priester geweiht und wurde Kaplan in Deutsch Kralupp und in Milleschau. Zwischen 1893 und 1896 war er als Schlosskaplan von Pruhonitz auch Mitarbeiter des katholischen Laienorganisators Ernst Emanuel von Silva-Tarouca. Er wurde 1896 Sekretär des katholischen Presseverbands „Tisková liga“ zur Abwehr antiklerikaler Angriffe. Er ließ sich als Seelsorger beurlauben und arbeitete ab 1897 als Wirtschaftsredakteur der „Katolické listy“, ab 1902 bei der katholischen Tageszeitung „Čech“. Vrba wurde Mitglied der tschechischen christlich-sozialen Partei und kandidierte in Königgrätz erfolglos bei den Wahlen zum Reichsrat 1897. 
Vrba schrieb für die Presse und veröffentlichte in tschechischer und deutscher Sprache eine Vielzahl sozial- und wirtschaftspolitischer Aufsätze zur Lage der Bauern und Arbeiter aus katholischer Sicht, er verfasste ein Parteiprogramm, das nicht übernommen wurde, und antisemitische Pamphlete. Seine antisemitische Broschüre „Vražda v Polné a židovská otázka v rakouském parlamentě“, die einen Ritualmordvorwurf gegen Leopold Hilsner bekräftigte, wurde 1899 konfisziert. 
Nach 1919 wurde Vrba Mitglied der Tschechoslowakischen Volkspartei (ČSL) und 1922 des katholischen Schriftstellerverbands „Družina literární a umělecká“. Er lebte als nur wenig beachteter Journalist und politischer Schriftsteller in Prag. 

## Schriften (Auswahl)

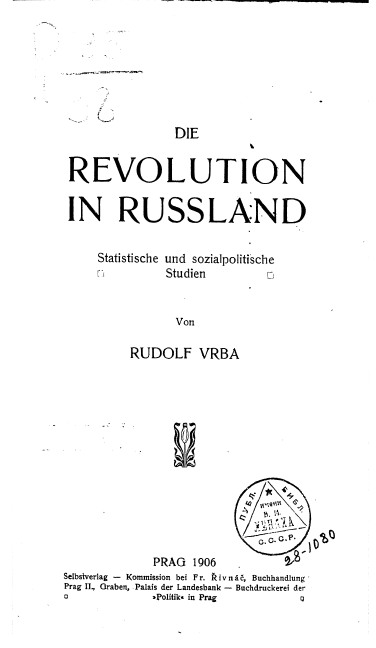
Band 1

- O zachování stavu rolnického. Pořada úvah sociálně-politických. 1889
- Pod heslem osvěcenství: Historické črty z doby josefínské. 1889
- Hříchy společnosti. 1890
- Dělnictvo v boji za svá práva. Slovo pravdy o kapitalismu a liberalismu. Příspěvek k řešení otázky dělnické. 1891
- Povaha moderního kapitálu. 1892
- Die Sünden der Gesellschaft : Eine socialpolitische Studie. Prag, Selbstverlag, 1893
- Sociálně-demokratická společnost. Úvahy o státu sociálně-demokratickém, o právu na práci, o všeobecném právu hlasovacím, o mzdě a stávkách a otázce žen. 1894
- Boj proti klerikalismu. Drobná perspektiva moderní společnosti. 1895
- Otázka zemědělská. Úvahy o zachování stavu rolnického. 1896
- Budoucnost národa. Úvahy o klerikalismu a našem sociálním a národnostním programu. 1897
- Národní sebeochrana. Úvahy o hmotném a mravním úpadku národa Českého. Prag: G. Francl, 1898
- Česká Panama: několik drobných obrázků o hmotném a mravním úpadku národa českého. 1899
- Die Palacký-Feier und ihre Widersacher. Prag: Cyrillo-Methodsche Buchhandlung, 1899
- Naše chudoba. 1899
- Vražda v Polné a židovská otázka v rakouském parlamentě. 1899
- Stávky. 1900
- Uhelná otázka. 1900
- Der Nationalitäten- und Verfassungskonflict in Österreich. 1900
- O úpadku stavu rolnického a jeho záchraně. 1902
- Vídeňský centralism a český národ. 1902
- Oesterreichs Bedränger: Die Los-von-Rom Bewegung. Prag:  Fr. Rivnác, 1903
- Die Revolution in Russland, statistische und sozialpolitische Studien. Prag: Selbstverlag, 1906
- Rozmach kapitalismu a majetek církve. 1907
- Vláda peněz. Sociálně politické úvahy. 1912
- Russland und der Panslavismus. Prag: Selbstverlag, 1913
- Světové zbrojení a Slovanstvo. 1914
- Válka a náboženství. 1918
- Der Kapitalismus im Weltkrieg. Ein offenes Wort an die Staatsmänner der alliierten Mächte. Prag : Selbstverlag, 1920
- Záhada světovlády. 1923
- Zkáza Slovanů ze světové války. Denník poválečný. 2 Bände, 1924/25
- Nebezpečí druhé války světové. Úvahy o bezpečí Československé republiky. 1925
- Nad propastí. Časové úvahy. 1932
- Z mého života. 1941